# Cauquigny
Cauquigny est une ancienne commune française du département de la Manche. 
En 1812, la commune est supprimée et rattachée à Amfreville.

## Histoire
À la fin du XIVe  ou au début du XVe siècle Jean de Tilly est seigneur de Cauquigny, Garnetot et Théville.
En 1620, Adrien de Poërier est baron de Cauquigny, d'Amfreville, et de Colomby. Le fief de Cauquigny avait été adjoint à celui d'Amfreville afin de former la baronnie d'Amfreville, plein fief de haubert, érigée par lettres patentes du roi en janvier 1615.

## Liste des maires
| Période                                                                                    | Période | Identité               | Étiquette | Qualité |
| ------------------------------------------------------------------------------------------ | ------- | ---------------------- | --------- | ------- |
| 1793                                                                                       | 1795    | Jean-François Le Blanc |           |         |
| 1795                                                                                       | 1796    | Guillaume Franchomme   |           |         |
| 1797                                                                                       | 1800    | Jean-François Le Blanc |           |         |
| 1800                                                                                       | 1802    | Pierre-Marin Viaux     |           |         |
| 1802                                                                                       | 1808    | Victor Franchomme      |           |         |
| 1808                                                                                       | 1812    | François-Joseph Fortin |           |         |
| Une partie des données est issue d'une liste établie par Jean Pouëssel et Jean Noël Noury. |         |                        |           |         |

## Démographie
| 1793 | 1800 | 1806 | 1812   |
| ---- | ---- | ---- | ------ |
| 54   | 48   | 70   | fusion |

### Sources
- Des villages de Cassini aux communes d'aujourd'hui, « Notice communale : Cauquigny », sur ehess.fr, École des hautes études en sciences sociales.